# Med-View Airline
Med-View Airline — авиакомпания Нигерии со штаб-квартирой в городе Икеджа (Лагос), работающая в сфере чартерных грузовых и пассажирских перевозок в Нигерии, Саудовской Аравии и Западной Африки.

## Флот
По состоянию на 31 июля 2016 года воздушный флот авиакомпании Med-View Airline составляли следующие самолёты:
- 2 Boeing 737-400
- 1 Boeing 737-500
- 1 Boeing 767-300